# Mission Saint-Joseph

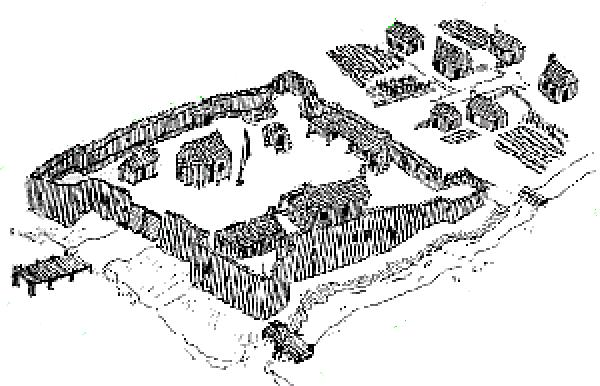
Mission Saint-Joseph derrière le Fort Saint-Joseph

La mission Saint-Joseph est un poste missionnaire avancé, créé en 1680 par le Père Claude-Jean Allouez afin d'évangéliser les Amérindiens (Illinois et Miamis). Un poste de traite est également établi à côté de cette mission religieuse. 
Ce comptoir était un important lieu d'échange pour le commerce de la fourrure au sud du lac Michigan. Par la suite, le Fort Saint-Joseph est construit par les Français en 1691 au sud des Grands Lacs, dans le Pays des Illinois, sur des terres cédées aux jésuites par le roi Louis XIV.